# Svein Fjælberg
Svein Fjælberg (Sola, 12 gennaio 1959) è un ex calciatore norvegese, di ruolo difensore.

## Carriera

### Giocatore

#### Club

##### Viking
Fjælberg cominciò la carriera con la maglia del Sola. Il Viking lo ingaggiò in cambio di 45.000 corone, che in quel momento diventò la cifra più alta mai pagata dal club. Esordì nella 1. divisjon in data 22 aprile 1979, nel successo per 2-3 sul campo del Bryne. Giocò tutti gli incontri stagionali del Viking, contribuendo così al raggiungimento del double, offrendo buone prestazioni.
Fjælberg ed il suo Viking vinsero anche il campionato 1982, mentre nel 1983 fu nominato giocatore dell'anno. Nell'ultima parte di carriera, fu anche il capitano della squadra e rimase in forza al club anche dopo la retrocessione del campionato 1986. Il Viking riconquistò un posto nella massima divisione due anni più tardi e Fjælberg vinse l'ultimo trofeo della sua carriera con la Coppa di Norvegia 1989. Si ritirò al termine della stagione, totalizzando 168 presenze e 4 reti con questa casacca, tra campionato e coppe.

#### Nazionale
Fjælberg conta 13 presenze per la Norvegia under 21. Esordì il 30 maggio 1978, nella vittoria per 1-0 sull'Islanda under 21. Il 26 settembre 1979 giocò invece il primo incontro per la Nazionale maggiore, impiegato come titolare nel successo per 2-0 sulla Germania Ovest. Giocò il primo incontro non valido per le qualificazioni ai Giochi olimpici in data 11 agosto 1982, nel successo per 1-0 contro la Svezia. In totale, disputò 33 incontri per la Norvegia.

### Dopo il ritiro
Una volta ritiratosi dall'attività agonistica, Fjælberg diventò l'assistente dell'allenatore del Viking Benny Lennartsson. Ricoprì questo incarico dal 1990 al 1991, facendo parte così della squadra che vinse il campionato 1991. Quando Lennartsson tornò al Viking, nel 2000, rivolle Fjælberg come assistente. Il 9 agosto 2007 fu nominato nuovo allenatore delle giovanili, poiché Kjell Inge Olsen (che precedentemente occupava questo ruolo) fu scelto come nuovo capo degli osservatori. Nel 2009 tornò ad essere l'assistente dell'allenatore del Viking, Åge Hareide. Nel club, prima del campionato 2012, furono ridisegnate alcune posizioni dello staff e Fjælberg fu nominato nuovo capo amministrativo della prima squadra.

## Statistiche

### Presenze e reti nei club
| Stagione      | Club          | Campionato    | Campionato | Campionato | Coppe nazionali | Coppe nazionali | Coppe nazionali | Coppe continentali | Coppe continentali | Coppe continentali | Supercoppe | Supercoppe | Supercoppe | Totale | Totale |
| Stagione      | Club          | Comp          | Pres       | Reti       | Comp            | Pres            | Reti            | Comp               | Pres               | Reti               | Comp       | Pres       | Reti       | Pres   | Reti   |
| ------------- | ------------- | ------------- | ---------- | ---------- | --------------- | --------------- | --------------- | ------------------ | ------------------ | ------------------ | ---------- | ---------- | ---------- | ------ | ------ |
| 1979          | Viking        | 1D            | 22         | 1          | CN              | 7               | 1               | CU                 | 2                  | 0                  | -          | -          | -          | 31     | 2      |
| 1980          | Viking        | 1D            | 10         | 0          | CN              | 0               | 0               | CC                 | 0                  | 0                  | -          | -          | -          | 10     | 0      |
| 1981          | Viking        | 1D            | 13         | 0          | CN              | 5               | 0               | -                  | -                  | -                  | -          | -          | -          | 18     | 0      |
| 1982          | Viking        | 1D            | 11         | 0          | CN              | 3               | 0               | CU                 | 1                  | 0                  | -          | -          | -          | 15     | 0      |
| 1983          | Viking        | 1D            | 18         | 0          | CN              | 2               | 0               | CC                 | 2                  | 0                  | -          | -          | -          | 22     | 0      |
| 1984          | Viking        | 1D            | 13         | 0          | CN              | 4               | 1               | -                  | -                  | -                  | -          | -          | -          | 17     | 1      |
| 1985          | Viking        | 1D            | 17         | 0          | CN              | 4               | 0               | -                  | -                  | -                  | -          | -          | -          | 21     | 0      |
| 1986          | Viking        | 1D            | 10         | 1          | CN              | 4               | 0               | -                  | -                  | -                  | -          | -          | -          | 14     | 1      |
| 1987          | Viking        | 2D            | 1          | 0          | CN              | 0               | 0               | -                  | -                  | -                  | -          | -          | -          | 1      | 0      |
| 1988          | Viking        | 2D            | 2          | 0          | CN              | 0               | 0               | -                  | -                  | -                  | -          | -          | -          | 2      | 0      |
| 1989          | Viking        | 1D            | 11         | 0          | CN              | 6               | 0               | -                  | -                  | -                  | -          | -          | -          | 17     | 0      |
| Totale Viking | Totale Viking | Totale Viking | 128        | 2          |                 | 35              | 2               |                    | 5                  | 0                  |            | -          | -          | 168    | 4      |
| Totale        | Totale        | Totale        | 128        | 2          |                 | 35              | 2               |                    | 5                  | 0                  |            | -          | -          | 168    | 4      |

### Cronologia presenze e reti in Nazionale
| Cronologia completa delle presenze e delle reti in nazionale ― Norvegia | Cronologia completa delle presenze e delle reti in nazionale ― Norvegia | Cronologia completa delle presenze e delle reti in nazionale ― Norvegia | Cronologia completa delle presenze e delle reti in nazionale ― Norvegia | Cronologia completa delle presenze e delle reti in nazionale ― Norvegia | Cronologia completa delle presenze e delle reti in nazionale ― Norvegia | Cronologia completa delle presenze e delle reti in nazionale ― Norvegia | Cronologia completa delle presenze e delle reti in nazionale ― Norvegia |
| Data                                                                    | Città                                                                   | In casa                                                                 | Risultato                                                               | Ospiti                                                                  | Competizione                                                            | Reti                                                                    | Note                                                                    |
| ----------------------------------------------------------------------- | ----------------------------------------------------------------------- | ----------------------------------------------------------------------- | ----------------------------------------------------------------------- | ----------------------------------------------------------------------- | ----------------------------------------------------------------------- | ----------------------------------------------------------------------- | ----------------------------------------------------------------------- |
| 26-9-1979                                                               | Trondheim                                                               | Norvegia                                                                | 2 – 0                                                                   | Germania Ovest                                                          | Qual. Olimpiadi 1980                                                    | -                                                                       |                                                                         |
| 26-10-1979                                                              | Stavanger                                                               | Norvegia                                                                | 1 – 1                                                                   | Finlandia                                                               | Qual. Olimpiadi 1980                                                    | -                                                                       |                                                                         |
| 14-11-1979                                                              | Baunatal                                                                | Germania Ovest                                                          | 0 – 1                                                                   | Norvegia                                                                | Qual. Olimpiadi 1980                                                    | -                                                                       |                                                                         |
| 11-8-1982                                                               | Oslo                                                                    | Norvegia                                                                | 1 – 0                                                                   | Svezia                                                                  | Amichevole                                                              | -                                                                       |                                                                         |
| 19-5-1983                                                               | Aarhus                                                                  | Danimarca                                                               | 2 – 2                                                                   | Norvegia                                                                | Qual. Olimpiadi 1984                                                    | -                                                                       |                                                                         |
| 15-6-1983                                                               | Lahti                                                                   | Finlandia                                                               | 1 – 1                                                                   | Norvegia                                                                | Qual. Olimpiadi 1984                                                    | -                                                                       |                                                                         |
| 30-6-1983                                                               | Oslo                                                                    | Norvegia                                                                | 0 – 1                                                                   | Polonia                                                                 | Qual. Olimpiadi 1984                                                    | -                                                                       |                                                                         |
| 10-8-1983                                                               | Oslo                                                                    | Norvegia                                                                | 0 – 0                                                                   | Romania                                                                 | Amichevole                                                              | -                                                                       |                                                                         |
| 17-8-1983                                                               | Oslo                                                                    | Norvegia                                                                | 1 – 1                                                                   | Danimarca                                                               | Qual. Olimpiadi 1984                                                    | -                                                                       |                                                                         |
| 21-9-1983                                                               | Oslo                                                                    | Norvegia                                                                | 0 – 0                                                                   | Galles                                                                  | Qual. Euro 1984                                                         | -                                                                       |                                                                         |
| 12-10-1983                                                              | Belgrado                                                                | Jugoslavia                                                              | 2 – 1                                                                   | Norvegia                                                                | Qual. Euro 1984                                                         | -                                                                       |                                                                         |
| 26-10-1983                                                              | Moss                                                                    | Norvegia                                                                | 4 – 2                                                                   | Finlandia                                                               | Qual. Olimpiadi 1984                                                    | -                                                                       |                                                                         |
| 29-10-1983                                                              | Stavanger                                                               | Norvegia                                                                | 1 – 1                                                                   | Germania Est                                                            | Qual. Olimpiadi 1984                                                    | -                                                                       |                                                                         |
| 9-11-1983                                                               | Poznań                                                                  | Polonia                                                                 | 0 – 1                                                                   | Norvegia                                                                | Qual. Olimpiadi 1984                                                    | -                                                                       |                                                                         |
| 1-5-1984                                                                | Ettelbruck                                                              | Lussemburgo                                                             | 0 – 2                                                                   | Norvegia                                                                | Amichevole                                                              | -                                                                       |                                                                         |
| 23-5-1984                                                               | Székesfehérvár                                                          | Ungheria                                                                | 0 – 0                                                                   | Norvegia                                                                | Amichevole                                                              | -                                                                       |                                                                         |
| 6-6-1984                                                                | Trondheim                                                               | Norvegia                                                                | 1 – 0                                                                   | Galles                                                                  | Amichevole                                                              | -                                                                       |                                                                         |
| 29-7-1984                                                               | Boston                                                                  | Norvegia                                                                | 0 – 0                                                                   | Cile                                                                    | Olimpiadi 1984 - 1º turno                                               | -                                                                       |                                                                         |
| 31-7-1984                                                               | Boston                                                                  | Norvegia                                                                | 1 – 2                                                                   | Francia                                                                 | Olimpiadi 1984 - 1º turno                                               | -                                                                       |                                                                         |
| 2-8-1984                                                                | Boston                                                                  | Qatar                                                                   | 0 – 2                                                                   | Norvegia                                                                | Olimpiadi 1984 - 1º turno                                               | -                                                                       |                                                                         |
| 29-8-1984                                                               | Drammen                                                                 | Norvegia                                                                | 1 – 1                                                                   | Polonia                                                                 | Amichevole                                                              | -                                                                       |                                                                         |
| 26-9-1984                                                               | Copenaghen                                                              | Danimarca                                                               | 1 – 0                                                                   | Norvegia                                                                | Qual. Mondiali 1986                                                     | -                                                                       |                                                                         |
| 10-10-1984                                                              | Oslo                                                                    | Norvegia                                                                | 1 – 1                                                                   | Unione Sovietica                                                        | Qual. Mondiali 1986                                                     | -                                                                       |                                                                         |
| 17-10-1984                                                              | Oslo                                                                    | Norvegia                                                                | 1 – 0                                                                   | Irlanda                                                                 | Qual. Mondiali 1986                                                     | -                                                                       |                                                                         |
| 26-2-1985                                                               | Wrexham                                                                 | Galles                                                                  | 1 – 1                                                                   | Norvegia                                                                | Amichevole                                                              | -                                                                       |                                                                         |
| 17-4-1985                                                               | Francoforte sull'Oder                                                   | Germania Est                                                            | 1 – 0                                                                   | Norvegia                                                                | Amichevole                                                              | -                                                                       |                                                                         |
| 1-5-1985                                                                | Dublino                                                                 | Irlanda                                                                 | 1 – 0                                                                   | Norvegia                                                                | Qual. Mondiali 1986                                                     | -                                                                       |                                                                         |
| 14-8-1985                                                               | Oslo                                                                    | Norvegia                                                                | 0 – 1                                                                   | Germania Est                                                            | Amichevole                                                              | -                                                                       |                                                                         |
| 10-9-1985                                                               | Oslo                                                                    | Norvegia                                                                | 3 – 0                                                                   | Egitto                                                                  | Amichevole                                                              | -                                                                       |                                                                         |
| 25-9-1985                                                               | Lecce                                                                   | Italia                                                                  | 1 – 2                                                                   | Norvegia                                                                | Amichevole                                                              | -                                                                       |                                                                         |
| 16-10-1985                                                              | Oslo                                                                    | Norvegia                                                                | 1 – 5                                                                   | Danimarca                                                               | Qual. Mondiali 1986                                                     | -                                                                       |                                                                         |
| 9-9-1986                                                                | Oslo                                                                    | Norvegia                                                                | 0 – 0                                                                   | Ungheria                                                                | Amichevole                                                              | -                                                                       |                                                                         |
| 24-9-1986                                                               | Oslo                                                                    | Norvegia                                                                | 0 – 0                                                                   | Germania Est                                                            | Qual. Euro 1988                                                         | -                                                                       |                                                                         |
| Totale                                                                  |                                                                         | Presenze                                                                | 33                                                                      |                                                                         | Reti                                                                    | 0                                                                       |                                                                         |

## Palmarès

### Club

#### Competizioni nazionali
- Campionato norvegese: 2

Viking: 1979, 1982
- Coppa di Norvegia: 2

Viking: 1979, 1989